# ゼロチーム
『ゼロチーム』 (ZERO TEAM) は、1993年にセイブ開発が開発・稼働したアーケード用ベルトスクロールアクションゲーム。
家庭用には、2020年にアーケードアーカイブスの1タイトルとしてPlayStation 4版、Nintendo Switch版が配信された。

## 概要
悪の忍者集団にさらわれた女性を救うためにゼロチームの4人が戦うベルトスクロールアクション。世界観については忍者や侍のほか、レスラーやギャングの敵が出てきたり、日本の道場やアメリカのストリートのようなステージがごった煮のように存在したりするなど、同じベルトスクロールではテクモの『忍者龍剣伝』やKONAMIの『ティーンエージ ミュータント ニンジャ タートルズ タートルズ イン タイム』といった作品に近いものになっている。対戦型格闘ゲーム全盛期に稼働したことと、家庭用ゲーム機への移植が長い間されることはなかったことからマイナーな作品になっていたが、2020年にアーケードアーカイブスにてようやく移植が実現した。

## ゲーム内容
プレイヤーは8方向レバー＋アタック（A）、ジャンプ（B）の2ボタンを使って操作する。最初に4人のそれぞれ特徴を持ったキャラクターの中から選び、全6ステージを攻略する。最大4人プレイまで可能。プレイヤーには体力ゲージがあり、それが敵の攻撃などによってすべて無くなると、残機を失う。残機をすべて失うとゲームオーバーになるほか、タイムリミットが設定されており、時間切れでもゲームオーバーになる。
ステージ上にはドラム缶や木箱などの壊せる障害物が設置されており、掴んで投げることで敵を攻撃できる。自分で壊すとアイテムが出て、食べ物なら回復、それ以外は得点になる。敵を投げることや、落ちてる武器を拾って攻撃することもできる。基本的な攻撃操作は、Aを連打で連続攻撃、レバー上を入れたままA連打で必殺拳になる。Bはジャンプ＋膝蹴りで、そのままAを押すとジャンプキックになる。A＋B同時押しで周りの敵を一掃する特殊技の雷神光撃になる。雷神光撃は体力を消費するが、下記のバージョンによって削られる体力量が変わる。倒れた時にレバーを上か下に入れると、その場から転がって逃げるローリングアウトができる。
すべてのステージをクリアするとエンディングで表彰式があり、倒したキャラクター数や回復した回数といった様々なプレイデータが見られる。

### キャラクター
ACE
攻撃力、速度ともに平均的なタイプ。
SPEED
攻撃は弱いが、速度が早い。
SPIN
空中技が得意。壁へジャンプで三角飛びができる。
BIG・O
攻撃は強いが、速度が遅い重量型。

### ステージ構成
STAGE 1
スラム街〜廃車置場〜道場。ボスは甲冑を纏った2体の武士。
STAGE 2
港の倉庫〜ニューヨークのような背景の埠頭。ボスは鳥のような格好と爪を装備した者。
STAGE 3
岩山を切り開いた道〜天守。ボスは歌舞伎の格好をした者。途中で2体目も現れる。
BONUS STAGE
時間以内に木箱を破壊する。得点が貰える。
STAGE 4
城内〜天守内部。途中に中ボスで1面ボスが登場する。ボスは3面とは違うタイプの歌舞伎の格好をした者。
STAGE 5
岩場〜海を渡る演出〜ドクロ岩の内部〜城門〜洞窟内。ボスは複数体の忍者。
BONUS STAGE
時間以内に木箱を破壊する。得点が貰える。
FINAL STAGE
洞窟内の橋。途中に中ボスで1面ボスが2体登場する。ボスはドラキュラ伯爵のような格好で銃を撃ってくる。倒すと刀で攻撃する落ち武者に変化する。

## バージョン
本作はアーケードアーカイブスに含まれる前期バージョン、後期バージョンのほか、海外版の『ゼロチームUSA』とマイナーチェンジ版の『NEW ゼロチーム』、『ゼロチーム2000』が存在する。以下はそれぞれのバージョンの主な違いである。
前期バージョン
雷神光撃の体力消費量少、ダメージ少。5面ジェットスキー後の敵が多い。
後期バージョン
雷神光撃の体力消費量大、ダメージ大。5面ジェットスキー後の敵が少ない。
ゼロチームUSA
Fabtekがライセンスを受けて北米向けに販売。タイトル画面に「USA」の表記。雷神光撃の体力消費量大。5面ジェットスキー後の敵が少ない。
NEWゼロチーム
1997年稼働。タイトル画面に「NEW」の表記。雷神光撃の体力消費量少。5面ジェットスキー後の敵が少ない。ステージ構成が3→4→1→2→5→6に変更されている。
ゼロチーム2000
2000年稼働。タイトル画面に「2000」の表記。雷神光撃の体力消費量少。5面ジェットスキー後の敵が少ない。エクステンドしない。
上記のほか、ゼロチームSelectionが確認されているが、正規品かどうかも含めて詳細は不明。

## 移植版
| No. | タイトル   | 発売日         | 対応機種                      | 開発元     | 発売元     | メディア                              | 備考                                 |
| --- | ---------- | -------------- | ----------------------------- | ---------- | ---------- | ------------------------------------- | ------------------------------------ |
| 1   | ゼロチーム | 2020年11月19日 | PlayStation 4 Nintendo Switch | セイブ開発 | ハムスター | ダウンロード (アーケードアーカイブス) | 前期バージョンと後期バージョンを収録 |